# 1643년 합천 지진
1643년 합천 지진은 1643년 6월 9일, 경상남도 합천군에서 발생한 추정 규모 6.4~6.7 추정 최대 진도 VIII~IX인 대지진이다. 이 지진으로 최소 2명이 사망하였다.

## 원문
승정원일기에서는 이 지진에 대해 다음과 같이 말하고있다.
경상감사 서목의 내용이다. 진주·합천 등 관에서 올리기를, “지진이 있었을 때 소나무 5,60그루가 부러져 쓰러졌다. 합천지역에서는 산이 흔들리고 바위가 떨어져서 압사당한 사람이 있었다. 마른 샘에 물이 넘쳤으며, 큰 길이 찢어지고 갈라졌다”고 하였다. (慶尙監司書目, 晉州·陜川等官, 呈以地震時, 松木五六十條摧倒, 陜川地嶽動巖墜, 人有壓死, 涸泉水盈, 大路坼裂事。)
 — 승정원일기
또한 인조실록에서는이 지진에 대해 다음과 같이 말하고있다.
경상도 진주(晋州)에 지진이 일어나 수목이 부러져 넘어지고 합천군(陜川郡)에도 지진으로 바위가 무너져 두 사람이 압사하였으며, 오랫동안 물마른 샘에 흙탕물이 솟구쳐 나오고 관문(官門)의 앞길에 땅이 10장이나 갈라졌다.
 — 인조실록 44권, 인조 21년 4월 23일 병술 1번째기사

## 같이 보기
- 한국의 지진
- 한국의 지진 목록
- 합천군의 지질
- 1643년 울산 지진